# Тарасовка (Шевченковский сельский совет)
Тарасовка (укр. Тарасівка) — село,
Шевченковский сельский совет,
Магдалиновский район,
Днепропетровская область,
Украина.
Код КОАТУУ — 1222387405. Население по переписи 2001 года составляло 79 человек.

## Географическое положение
Село Тарасовка находится в 1-м км от левого берега реки Чаплинка,
в 0,5 км от села Шевченковка.